# Wat Pho

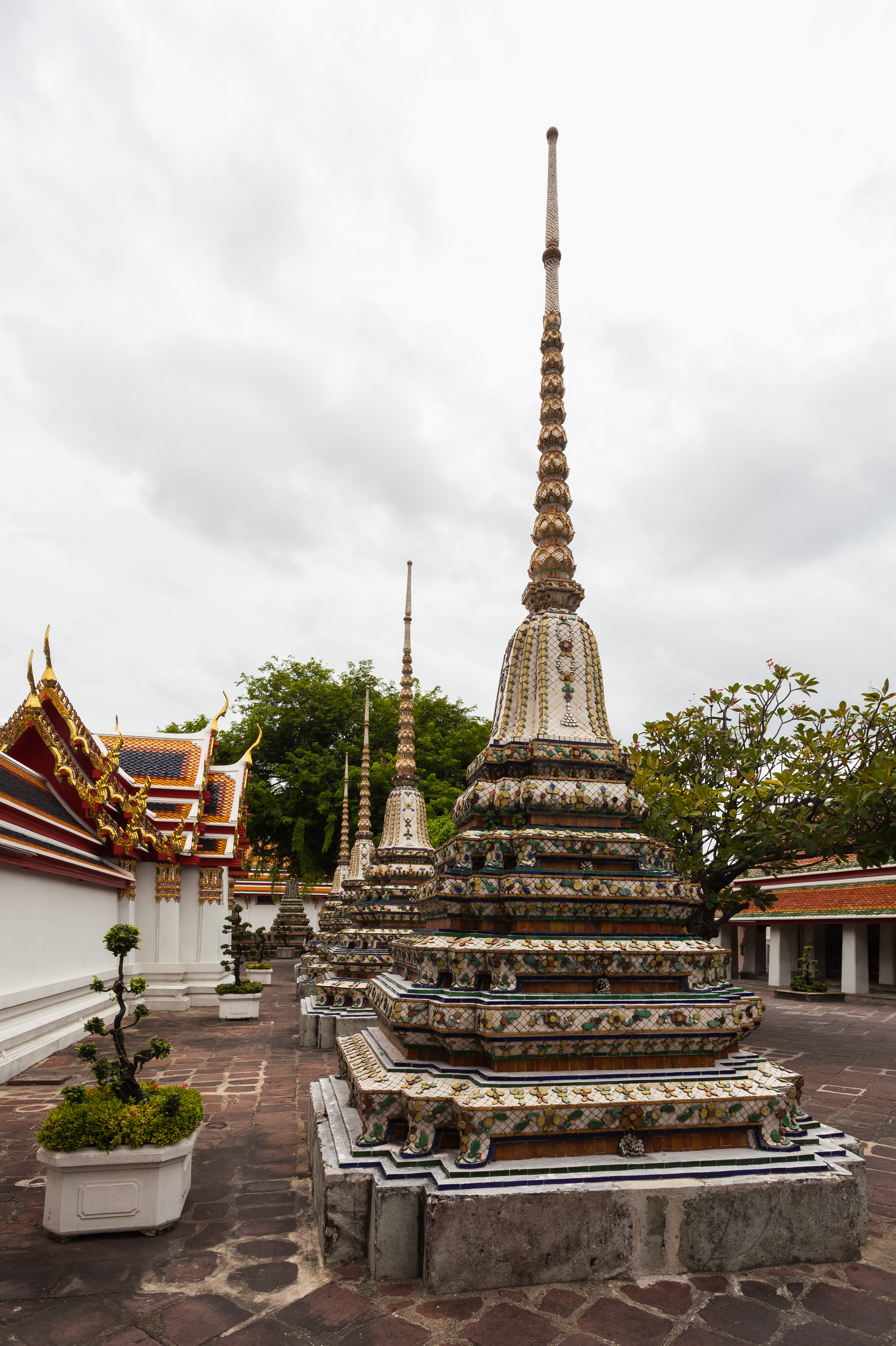
Wat Pho

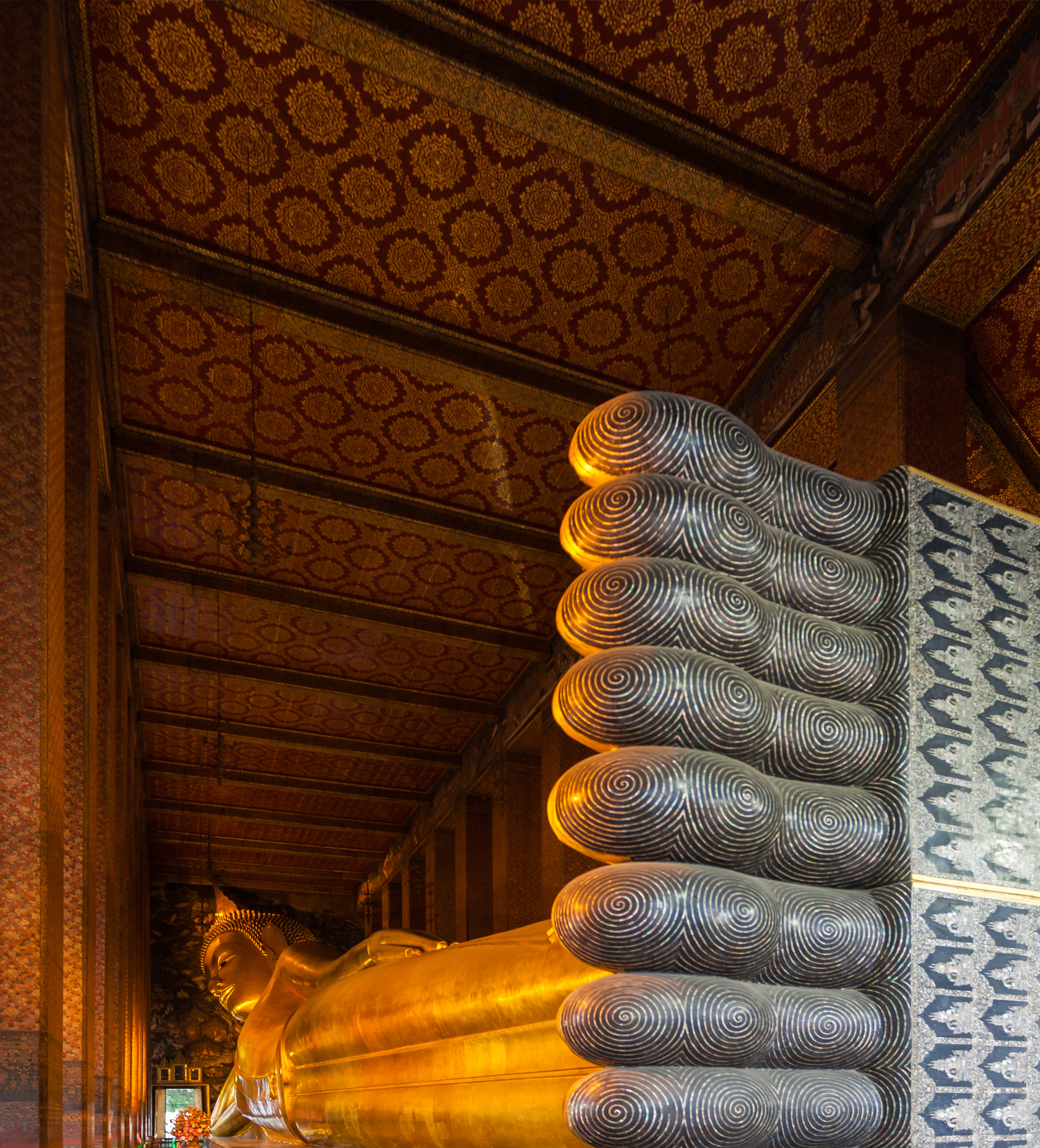
Liggande Buddah

Wat Pho är ett tempel i Bangkok, Thailand. Där finns bland annat en väldig liggande Buddha. Många byggnader är av guld. Det finns en liten Buddha som byter kläder efter varje årstid.